# Herbalife
 (juin 2024).
La mise en forme du texte ne suit pas les recommandations de Wikipédia : il faut le « wikifier ».
Les points d'amélioration suivants sont les cas les plus fréquents. Le détail des points à revoir est peut-être précisé sur la page de discussion.
- Les titres sont pré-formatés par le logiciel. Ils ne sont ni en capitales, ni en gras.
- Le texte ne doit pas être écrit en capitales (les noms de famille non plus), ni en gras, ni en italique, ni en « petit »…
- Le gras n'est utilisé que pour surligner le titre de l'article dans l'introduction, une seule fois.
- L'italique est rarement utilisé : mots en langue étrangère, titres d'œuvres, noms de bateaux, etc.
- Les citations ne sont pas en italique mais en corps de texte normal. Elles sont entourées par des guillemets français : « et ».
- Les listes à puces sont à éviter, des paragraphes rédigés étant largement préférés. Les tableaux sont à réserver à la présentation de données structurées (résultats, etc.).
- Les appels de note de bas de page (petits chiffres en exposant, introduits par l'outil «  Source ») sont à placer entre la fin de phrase et le point final[comme ça].
- Les liens internes (vers d'autres articles de Wikipédia) sont à choisir avec parcimonie. Créez des liens vers des articles approfondissant le sujet. Les termes génériques sans rapport avec le sujet sont à éviter, ainsi que les répétitions de liens vers un même terme.
- Les liens externes sont à placer uniquement dans une section « Liens externes », à la fin de l'article. Ces liens sont à choisir avec parcimonie suivant les règles définies. Si un lien sert de source à l'article, son insertion dans le texte est à faire par les notes de bas de page.
- La présentation des références doit suivre les conventions bibliographiques. Il est recommandé d'utiliser les modèles {{Ouvrage}}, {{Chapitre}}, {{Article}}, {{Lien web}} et/ou {{Bibliographie}}. Le mode d'édition visuel peut mettre en forme automatiquement les références.
- Insérer une infobox (cadre d'informations à droite) n'est pas obligatoire pour parachever la mise en page.

Pour une aide détaillée, merci de consulter Aide:Wikification.
Si vous pensez que ces points ont été résolus, vous pouvez retirer ce bandeau et améliorer la mise en forme d'un autre article.
Herbalife Nutrition est une société anonyme avec offre publique de titres financiers (Public company aux États-Unis) de vente multiniveau fondée en 1980 aux États-Unis, proposant la vente de produits nutritionnels (des compléments alimentaires) qui sont censés aider à la remise en forme et au contrôle du poids. Herbalife propose aussi des produits pour les soins du visage et du corps. La société est cotée sur le New York Stock Exchange.
Le système, controversé, s'appuie sur le marketing de réseau et un système de vente multiniveaux sur 3 niveaux – l'entreprise a déjà été condamnée pour vente pyramidale,, : les distributeurs indépendants, ou « coachs personnels en bien-être », sont censés gagner de l'argent par leurs ventes directes et ont un pourcentage sur les ventes réalisées par leur réseau d'affiliés. Dans la pratique, l'écrasante majorité des distributeurs ne gagnent rien ou perdent de l'argent. Parmi les autres controverses, certains des produits ont été dénoncés pour leur toxicité pour le foie, d'autres pour contenir de l'éphédrine, alcaloïde proche des amphétamines et posant des problèmes de dépendance.

## Historique
En février 1980, le fondateur Mark Hughes commence à vendre des produits pour la perte de poids. En 1982, la société atteint deux millions de dollars de chiffre d'affaires et ouvre une filiale au Canada. En 2006, elle atteint un chiffre d'affaires net de 1,885 milliard de dollars[source insuffisante].
En 2000, son fondateur décède à l'âge de 44 ans d'une surdose accidentelle d'alcool et de médicaments.
Michael O. Johnson devient alors le nouveau directeur. En décembre 2004, la société effectue son entrée en Bourse sur le NYSE.

## Actionnaires
Liste des principaux actionnaires au 10 octobre 2019.
| Nom                                | %     |
| Icahn Enterprises (en)             | 23,3% |
| Capital Research & Management      | 12,3% |
| JL Advisors                        | 7,88% |
| Perry Corp. (New York)             | 7,37% |
| The Vanguard Group                 | 6,79% |
| Herbalife Nutrition (autocontrôle) | 6,63% |
| Deccan Value Investors             | 6,44% |
| Renaissance Technologies           | 5,38% |
| Cantillon Capital Management       | 5,09% |
| Third Point Management (en)        | 4,10% |

## Les produits
Herbalife est une marque de produits de nutrition et de soins personnels ainsi que des produits cosmétiques. Cependant, leur composition exacte est la plupart du temps mal ou non renseignée[source insuffisante],.
Dans son rapport annuel[Quand ?], (SEC Form 10-K) Herbalife déclare que beaucoup de ses produits pour l’Europe sont fabriqués par des sociétés externes, à l'exception d'une petite quantité de produits fabriqués dans ses propres installations de fabrication en Chine pour le marché chinois. Les principaux fournisseurs comprennent Atlantic Multipower, Cosmint Fine Foods (Italie), Herbalife Innovations Manufacturing ou HIM à Changsha (Chine) et à Lake Forest (Californie), PharmaChem Labs et VSI. Herbalife a également acheté en 2013 une usine de fabrication à Winston-Salem, en Caroline du Nord. L'achat de cette installation, qui est en ligne avec la stratégie annoncée de l'entreprise d’accroître l'auto-fabrication de ses produits haut de gamme, augmente la capacité de production mondiale d'Herbalife.
En outre, Herbalife a déclaré dans son rapport annuel 2012 que la recherche et développement représentent approximativement un investissement de 45 millions de dollars[source insuffisante].

## Controverses

### Toxicité de certains produits
En France, des cas de problèmes rénaux et de maladies diverses ont été enregistrés à la suite de l'utilisation d'Herbalife. En 2001, la Direction générale de la concurrence, de la consommation et de la répression des fraudes (DGCCRF) est intervenue sur la base de réglementations existantes (tromperie sur les qualités des produits, publicité mensongère, règles d'étiquetage) et à la suite de nombreuses enquêtes, les responsables d'Herbalife se sont mis en conformité avec les différentes réglementations applicables en France selon la DGCCRF.
L'Agence espagnole du Médicament informe des dangers sur les risques d'atteinte hépatique consécutifs à la consommation de produits Herbalife,.
Des cas hépatiques graves sont apparus en Israël, Suisse et Espagne après la prise de produits Herbalife,. En janvier 2009, le Comité scientifique de l'AESAN, sur la base d'une analyse scientifique des cas ayant entraîné la saisine de l'agence espagnole a conclu dans son rapport[source insuffisante] que « les analyses de ces cas et les informations sur les circonstances n'ont pas permis d'établir de relation de cause à effet entre les anomalies hépatiques et les produits Herbalife. » Au contraire, le Panel a attribué ces cas à des régimes minceurs draconiens et non supervisés.
En 1998, une femme de 28 ans a eu un arrêt cardiaque après avoir consommé un produit Herbalife qui contenait de l'éphédrine. Le produit incriminé, se trouvant dans le rapport de la Food and Drugs Administration (FDA), était l'Herbalife Thermojetics. Produit à base de caféine non recommandé pour des personnes cardiaques, au même titre qu’un café.
En 2002, une femme a été victime de béribéri cérébrale en partie à cause de son régime centré sur un programme Herbalife de perte de poids (le "1,2,3,4,", programme retiré depuis 2005). Les autres causes peuvent être, selon les médecins de la patiente, une prédisposition génétique et la protéine de soja,.
En 2007, des médecins alertent sur les cas d'atteintes hépatiques chez des consommateurs de produits Herbalife. Des cas de lésions au foie sont apparus aussi en Argentine. Deux patients ont réutilisé des produits Herbalife et leur taux d'Alanine aminotransférase ou ALT (indicateur employé pour déceler les lésions au foie) a augmenté. Lors de l'arrêt de la prise des produits, le taux d'ALT a diminué. Les chercheurs demandent à Herbalife de coopérer pour trouver les produits qui causent des lésions au foie, mais Herbalife nie les faits.
En 2008, un rapport du Fraud Discovery Institute (FDI) de San Diego a démontré des niveaux dangereux de toxine au plomb dans six produits Herbalife. Ces taux de plomb ont dépassé le maximum autorisé par la loi californienne. Une plainte a été déposée contre Herbalife pour négligence et fraude à la Cour supérieure de l'État de Californie, par une Californienne qui a subi une hospitalisation pour des problèmes hépatiques aigus. Son état de santé s'était détérioré quelques mois après avoir pris des produits Herbalife. Certains produits Herbalife consommés par la victime présentaient un taux dix fois supérieur en plomb à ce qu'autorise la loi californienne. Les résultats du FDI ont conduit à la démission du président d'Herbalife, Gregory Probert[réf. souhaitée].
En 2011, une présentation sur l'hépatotoxicité de la phytothérapie faite par un médecin du service d'hépato-gastro-entérologie et transplantation de l'hôpital Saint-Éloi — centre hospitalier universitaire de Montpellier — répertorie plus de 40 cas d'hépatites aiguës en Europe et Moyen-Orient potentiellement liées aux produits Herbalife. Les compositions des produits Herbalife sont très complexes et varient selon les pays.
En juillet 2013, une étude revue par des pairs a été publiée dans le Journal Mondial d’Hépatologie qui a réexaminé les cas d’hépatotoxicité connus qui avaient auparavant été liés à la consommation de produits Herbalife. Cette étude conclut, en se basant sur l’échelle spécifique du Conseil des organisations internationales des sciences médicales (COISM), que les niveaux de causalité étaient bien plus bas que ceux proposés jusqu’à présent avec une causalité probable dans un cas, et improbable ou exclue dans les 7 autres. En outre, les mêmes auteurs ont publié un deuxième document proposant d'autres causes de maladie hépatique pour les rapports de cas signalés précédemment, présentés comme liés à la consommation de produits Herbalife.
En 2019 en Inde, un rapport médical mentionne qu'une femme a développé une insuffisance hépatique aigüe fatale après avoir pris des produits Herbalife pendant deux mois. Des métaux lourds et des composants toxiques ont été trouvés dans des produits Herbalife en Inde,,,. Un article scientifique rapportant ce cas publié en mars 2019 dans le Journal of Clinical and Experimental Hepatology en est retiré en décembre 2020,. Le premier auteur de l’article affirme que cela fait suite à des menaces de poursuites judiciaires.

### Produits contenant de l'éphédrine
Certains produits fabriqués hors Europe contenaient de l'éphédrine, un puissant stimulant autorisé jusqu'en mai 2007 par la FDA, mais qui a entraîné des complications chez certaines[Combien ?] personnes et au moins 10 décès.

### Accusations de vente pyramidale
L'entreprise ne fait pas de vente directe au consommateur. Les produits sont commercialisés par des distributeurs indépendants. Afin d'obtenir une remise sur les produits, le consommateur peut devenir distributeur. Pour augmenter leurs ventes, les distributeurs doivent démarcher de nouveaux clients, mais peuvent aussi recruter de nouveaux distributeurs. Il est reproché au groupe de réaliser du chiffre d'affaires grâce au recrutement de nouveaux distributeurs, et non grâce à la vente d'aliments de régimes. En effet, chaque nouveau revendeur doit acheter des produits pour démarrer son activité : les distributeurs Herbalife sont accusés de pratiquer la vente pyramidale, méthode commerciale interdite dans la quasi-totalité des pays industrialisés.
En 1986, Herbalife a été condamné à payer une amende de 850 000 $ pour régler une plainte déposée par le bureau du procureur général de Californie pour fausse déclaration médicale et pour système de vente pyramidal illégal.

En 1994, Herbalife a été condamné en France pour vente en boule de neige (rapport de l'Assemblée nationale) : 
« L'attention de la Commission a également été appelée sur les activités de la société Herbalife, condamnée en 1994 pour vente à la boule de neige de produits substitutifs de repas. Cette société sur laquelle la précédente commission d'enquête s'était interrogée pratique une valorisation très poussée de son dirigeant et le système d'encouragement et de promotion des meilleurs vendeurs. »
De plus, des distributeurs indépendants canadiens d'Herbalife ont été condamnés en 2004 à des amendes pour vente pyramidale. Aux États-Unis, Herbalife et un groupe de ses plus importants distributeurs ont réglé à l'amiable un contentieux avec 8 700 distributeurs qui l'accusaient de vente pyramidale, leur payant une somme de six millions de dollars US contre l'abandon des poursuites.
En 2007, Herbalife fait face à deux recours collectifs : Minton v. Herbalife International, et al. en Californie, et Mey v. Herbalife International, et al. en Virginie-Occidentale, à la suite du comportement de certains de ses distributeurs.
En mars 2013, Herbalife Ltd. est soupçonnée de fonctionner selon une pyramide de Ponzi, car l'argent proviendrait plus du recrutement que de la vente.
En août 2013, Herbalife est au cœur d'une bataille entre fonds de pension.
Octobre 2013, un ancien vendeur d'Herbalife de Los Angeles entame une procédure en justice contre Herbalife pour vente pyramidale. Le juge du district des États-Unis a refusé la demande d'Herbalife de classer l'affaire. Selon le juge, les allégations de l'ancien distributeur d'Herbalife sont suffisamment importantes pour aboutir à un procès. Le tribunal ne se prononce pas encore et donne à Herbalife l'occasion de démontrer qu'elle ne fonctionne pas dans ce système. Herbalife fait donc signer des contrats aux distributeurs spécifiant qu'ils ont interdiction de poursuivre Herbalife en justice.
En décembre 2013, une cour d’appel belge a renversé la décision de la cour de commerce de Bruxelles de novembre 2011 qui avait condamné Herbalife pour vente pyramidale illégale,. Herbalife avait répondu à la décision de la cour de commerce en déclarant qu'elle estimait que le jugement comportait des erreurs factuelles et était basé sur une mauvaise interprétation de la loi et de son modèle de vente directe. La société avait fait appel le 8 mars 2012. En réponse au renversement du jugement, Herbalife a déclaré dans un communiqué de presse saluer le jugement de la cour d’appel qui mettait en avant que « le modèle de la société est en conformité avec le droit belge. » Cet arrêt renverse la précédente décision de la juridiction inférieure, en réponse à des allégations portées par l’organisation de consommateurs belge Test-Achats, qui déclarait que Herbalife opérait dans un modèle de vente pyramidale illégale.
Herbalife est présente en France depuis 1990. S’agissant de la protection des consommateurs en France, l’activité de vente à domicile ou « vente directe » est qualifiée de vente par démarchage et est réglementée depuis 1972 (loi du 22 décembre 1972). Cette réglementation est aujourd’hui[Quand ?] codifiée dans les articles L.121-21 et suivants du code de la consommation, qui réprime la « vente pyramidale » aussi appelée « vente à la boule de neige ».
En janvier 2014, le sénateur du Massachusetts, Ed Markey, a reçu plusieurs plaintes de résidents de son État. Il a donc demandé une enquête sur les pratiques d'Herbalife comme un système pyramidal possible. À la suite de cette annonce, les actions d'Herbalife ont chuté de 13 %.
Ce même mois, le journal New York Post rapporte que l'organisme de réglementation du Canada a lancé une enquête officielle concernant les plaintes d'un système pyramidal portées contre Herbalife.
En Chine, un rapport d'enquête du First Financial Daily chinois déclare qu'Herbalife est fortement soupçonnée de pratiquer un système pyramidal. Le porte-parole du ministère du Commerce de Chine a indiqué que le gouvernement favorable à la répression des opérations pyramidales et de la vente directe qui viole les règlements. La vente multiniveau est interdite en Chine (d'après l'article du New York Post).
En avril 2014, le FBI (Federal Bureau of Investigation) ouvre une enquête sur Herbalife,.
En octobre 2014, en raison d'une décision de justice, Herbalife doit payer 15 millions de dollars ainsi que jusqu'à 2,5 millions de dollars pour le retour des produits pour régler une bataille en recours collectif de 18 mois intentée par un ancien distributeur, qui accusait cette compagnie de vente pyramidale. Herbalife doit changer son modèle d'affaire pour au moins 3 ans.
En juillet 2016, Herbalife doit payer 200 millions de dollars d'indemnité à ses distributeurs, à la suite d'une enquête de la FTC (Federal Trade Commission) sur le système d'affaire qui avait débuté en mars 2014. Herbalife peut continuer à exercer ses activités et être exonéré d'accusation de vente pyramidale, mais à la condition de profondément modifier son système. Les distributeurs devront être récompensés pour ce qu'ils vendent et non plus sur la base du nombre de personnes qu'ils recrutent. Herbalife va devoir maintenant présenter de manière honnête combien ses membres peuvent gagner. La FTC a considéré que les pratiques étaient déloyales et trompeuses. Herbalife affirmait à ses membres qu'ils pouvaient gagner des milliers de dollars par mois, mais l'enquête a révélé que les distributeurs ne gagnaient que peu ou pas d'argent. Pour les 7 prochaines années, Herbalife USA se verra contrôlée par un organisme indépendant. Ces décisions de justice ne sont valables que pour les États-Unis.
En janvier 2017, le gouvernement américain a ouvert une enquête pour savoir si Herbalife a violé les lois sur la corruption étrangère tout en menant des affaires en Chine,. Suivant cette enquête, Herbalife fut condamné, en septembre 2019, à payer une amende de 20 millions de dollars pour des déclarations fausses ou trompeuses sur son modèle économique en Chine. Herbalife affirmait que son modèle n'était pas un système multiniveau en Chine comme dans les autres pays, ce qui ne correspondait pas à la réalité (la vente multiniveau n'est pas autorisée en Chine),,.
En septembre 2017, plusieurs plaignants ont déposé, en cour fédérale de Floride, un recours collectif contre Herbalife pour violation de la loi sur les pratiques commerciales déloyales, pour racket, pour fausses déclarations et tromperie. Selon les plaignants, Herbalife encourage les membres du groupe à participer à des évènements payants de 30 $ à 120 $ tous les mois au « Cercle du succès ». Par le biais de mensonge et fausses déclarations, Herbalife garantirait la voie du succès financier qui change la vie si les membres participent à tous ses évènements payants. La voie du succès ne fut pas le cas d'après les plaignants, alors que ceux-ci ont dépensé plusieurs milliers de dollars chacun en participant à plus de 150 évènements,.
En décembre 2017, les sénateurs d'Italie ont demandé au gouvernement d'examiner minutieusement le système commercial Herbalife, soupçonné d'être pyramidal. Les sénateurs ont cité un rapport qui montre que 84 % des distributeurs d'Herbalife Italie n'ont pas gagné d'argent.
En août 2020, Herbalife accepte de payer une amende pénale de 55,74 millions de dollars et plus de 67,31 millions de dollars de restitution et d’intérêts pour résoudre une affaire civile liée à la Securities and Exchange Commission américaine, donc pour un total de 123,1 millions de dollars pour régler une affaire sur la corruption en Chine. En effet, suivant l'enquête, des pots-de-vin ont été distribués à des responsables chinois et Herbalife avait falsifié ses livres comptables dans le but d'obtenir des licences de vente directe, de réduire le contrôle du gouvernement sur ses opérations chinoises et de supprimer la couverture négative par les médias contrôlés par l'État,.
La société Herbalife est citée par le rapport pour l'année 2006 de Miviludes, organisme français chargé de lutter contre les dérives sectaires :
« La société Herbalife, spécialisée dans la vente en réseau dans le domaine de la santé, a fait l’objet d’une enquête de la part des services, eu égard au public visé, proche du monde sportif. Cette enquête, menée en liaison avec la MIVILUDES, a mis en évidence un fonctionnement en réseau de vente constitué par recrutement en chaîne d’adhérents consommateurs. Ces techniques de vente appellent de la part des pouvoirs publics une stricte vigilance afin de vérifier leur conformité aux exigences de l’article L122-6 du Code de la consommation. En l’espèce les pratiques relevées ne peuvent être considérées, en l’état actuel des informations détenues, comme ayant un caractère sectaire, ou comme revêtant un quelconque caractère illicite. »
En août 2018, 8 anciens distributeurs américains lancent une class action, accusant la compagnie de système pyramidal.

### Controverses sur l'indépendance du conseil scientifique
Selon un article de Forbes publié en 2004[source insuffisante], David Heber, président du conseil scientifique de Herbalife, a fait don de 3 millions de dollars pour fonder le Mark Hughes Cellular & Molecular Nutrition Laboratory au sein du Center for Human Nutrition dirigé par Heber.
Louis J. Ignarro, membre du conseil scientifique, a accepté de participer à la conception de Niteworks, un supplément diététique, et de promouvoir ce produit, en échange d'un accord de royalties de plus d'un million de dollars. Ignarro a ensuite promu les ingrédients de Niteworks dans la revue Proceedings of the National Academy of Sciences, sans y divulguer son intérêt financier personnel. Lorsque les liens financiers d'Ignarro avec Herbalife ont été dévoilés, la revue a publié une rétractation faisant état du conflit d'intérêts de celui-ci,.

### ReportageBetting On Zero
En 2016 le reportage américain Betting on Zero (en) (disponible aujourd'hui sur Netflix) tente une analyse des allégations concernant la société sur son modèle économique de vente pyramidal et les potentielles conséquences sociales engendrées; sur la qualité des produits souvent critiquée et ayant engendré des actions au tribunal.
Ce reportage fait également focus sur le dirigeant de hedge fund Bill Ackman et l'évolution de sa stratégie d'investissement sur la société Herbalife.
À la suite de ce reportage, des tentatives de la société Herbalife et de ses « adhérents » pourraient avoir eu lieu afin d'en limiter sa visibilité, son impact ou afin d'en dénigrer la qualité du contenu par une critique des auteurs.

## Partenariats sportifs
Herbalife apparait comme sponsors sur les maillots de l'Équipe de France de volley-ball masculin et le club LA Galaxy de Major League Soccer depuis 2007, et sponsorise le footballeur Cristiano Ronaldo depuis 2013. Elle sponsorise le club de foot FC Barcelona et le footballeur Lionel Messi entre 2010 et 2013. Herbalife a aussi sponsorisé le club de basket-ball Gran Canaria depuis 2012. En novembre 2018, la Ligue Grand Est de Natation annonce un partenariat,,.